# At-Takāthur

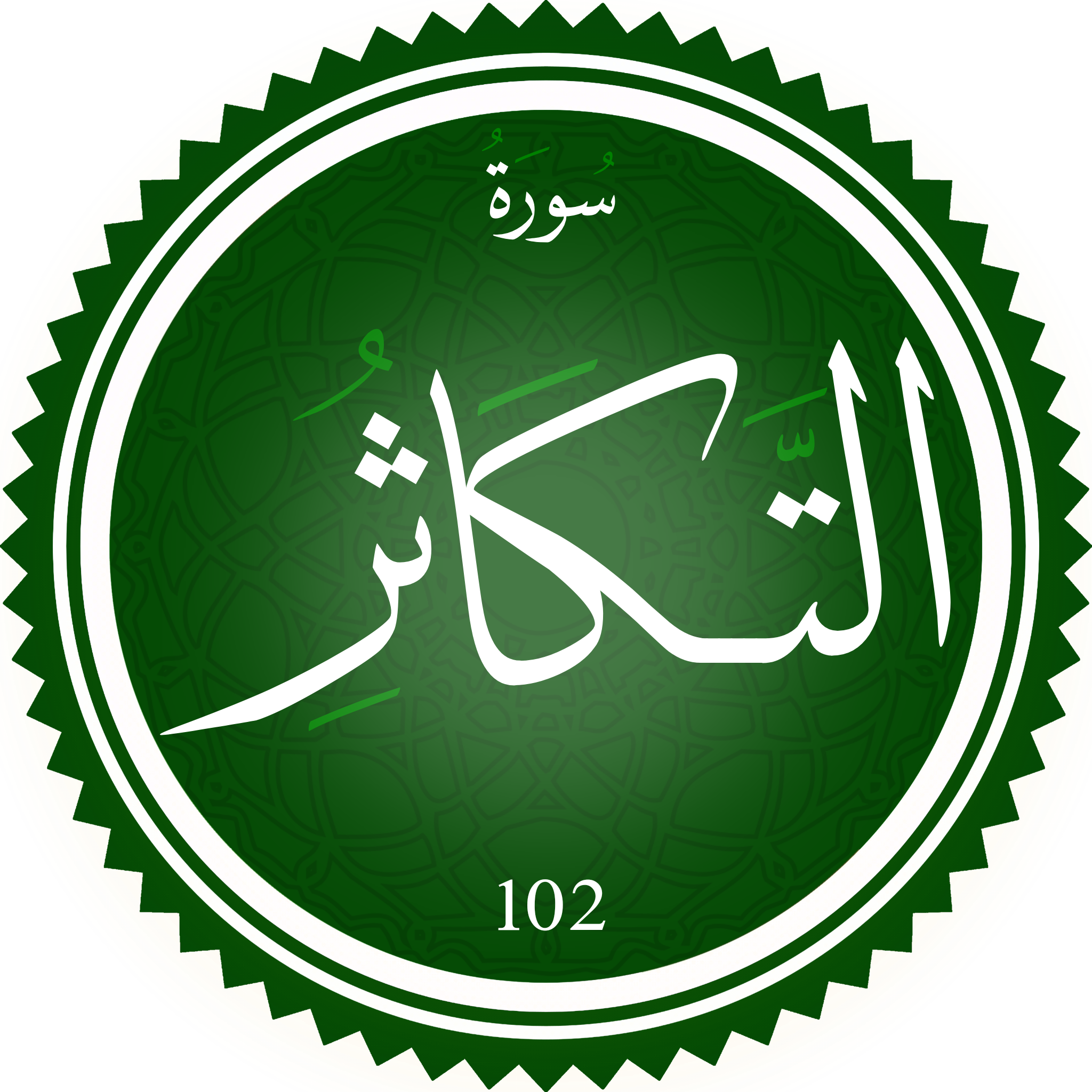
Sura al-Takathur.

At-Takāthur (arabiska: سورة التكاثر , "Tävlan i rikedom") är den etthundraandra suran (kapitlet) i Koranen med 8 ayat (verser). Den skall ha uppenbarat sig för profeten Muhammed under hans tid i Mekka.
Nedan följer surans verser i översättning från arabiska till svenska av Mohammed Knut Bernström. Översättningen har erhållit officiellt godkännande från det anrika al-Azhar-universitetets islamiska forskningsinstitution.

## Tävlan i rikedom
I Guds, den Nåderikes, den Barmhärtiges namn!
1. Ni finner ert nöje i att överglänsa varandra i rikedom och världsliga framgångar
2. ända till dess ni står vid gravens rand.
3. Ack nej! En dag skall ni få veta [ert misstag]!
4. Ja, en dag skall ni få veta [ert misstag]!
5. Ack, om ni visste det [nu] med full visshet...!
6. Ja, ni skall få skåda helvetets eld!
7. Era egna ögons vittnesbörd skall då ge er visshet,
8. och den Dagen skall ni ställas till svars för [vad ni gjorde av] det goda som skänktes er [i livet]!